# Алгетский национальный парк
Алгетский национальный парк (груз. ალგეთის ეროვნული პარკი) — природоохранная территория, расположенная в Тетрицкаройском муниципалитете Грузии. Создана в апреле 1965 года для охраны лесных массивов ели восточной и пихты кавказской, которые растут на восточной границе ареала. Сначала имела статус государственного природного заповедника, в 2007 году преобразована в национальный парк. Современная площадь составляет 6822 га. В Алгетском национальном парке обнаружено 250 видов грибов и 1664 вида растений, в том числе 3 эндемика. Парк относится к популярным объектам туризма. Название парка происходит от реки Алгети — крупнейшей в его пределах.

## История
До создания заповедника территории современного Алгетского национального парка принадлежали Манглисскому лесничеству Тетри-Цкарского лесхоза. Обследование его массивов выявило ценные древостои ели восточной и пихты кавказской. Через Малый Кавказ пролегает восточная граница ареалов этих древесных пород, поэтому эти насаждения составляли научную ценность. Чтобы предотвратить их вырубку, в апреле 1965 года эту территорию объявили государственным природным заповедником. Его площадь составила 6400 га, но вскоре её сократили до 6000 га. С первых лет существования этой природоохранной территории появились трудности в соблюдении строгого охранного режима. Они были обусловлены значительной пересечённостью охранной зоны сельскохозяйственными угодьями, а также в определённой степени приближённости к границам заповедника туристических объектов. Поэтому в 2007 году было принято компромиссное решение: статус Алгетского заповедника понизили до национального парка, что позволило открыть доступ к туристическим достопримечательностям организованным туристам и уменьшить количество несанкционированных посещений. Вместе с тем его площадь была увеличена до 6822 га.

## Климат
Алгетский национальный парк находится в переходной зоне субтропиков, где континентальный субтропический климат меняет морской умеренно влажный. Благодаря значительному перепаду абсолютных высот в его пределах можно выделить микроклиматические подзоны: Алгетское ущелье — с умеренно мягкой зимой и длинным тёплым летом и Цалкское плато — с суровой зимой и длинным умеренно тёплым летом. Температурные показатели в них, соответственно, такие: среднегодовая температура воздуха +7,9 °C и +5,9 °C, средняя температура самого холодного месяца (января) −2,4 °C и −4,8 °C, средняя температура самого теплого месяца (августа) +18,6 °C и +16,1 °C, абсолютный минимум −28 °C и −34 °C, абсолютный максимум +36 °C и +33 °C.
В зависимости от этих показателей колеблются и фенологические периоды. Так, продолжительность вегетационного периода в Алгетском ущелье составляет 161 день, в верхней части парка — только 136. Сумма положительных температур в вегетационный период составляет 2501 °C в нижней подзоне и 1917 °C в верхней, а сумма положительных температур за год, соответственно, 3056 °C и 2519 °C. Безморозный период вблизи Манглиси (в нижней части парка) длится в среднем 183 дня, в верхней части вблизи Цалки — 160 дней.
Различия в режиме увлажнения не существенны. Например, в Алгетском ущелье за год выпадает в среднем 777 мм осадков, а на Цалкском плато — 736 мм. Осадкам Алгетского национального парка присущи два годовых максимума (в мае, сентябре) и два годовых минимума (в январе, августе). Влажность воздуха бывает наинизшей (66 %) в июле — августе, наивысшей (76−78 %) — в октябре — ноябре. Снежный покров держится около 70 дней. Град выпадает в среднем 3−6 раз в год, зато ливни и туманы случаются часто (соответственно, 40−50 и 60−100 дней в году).

## География и гидрология

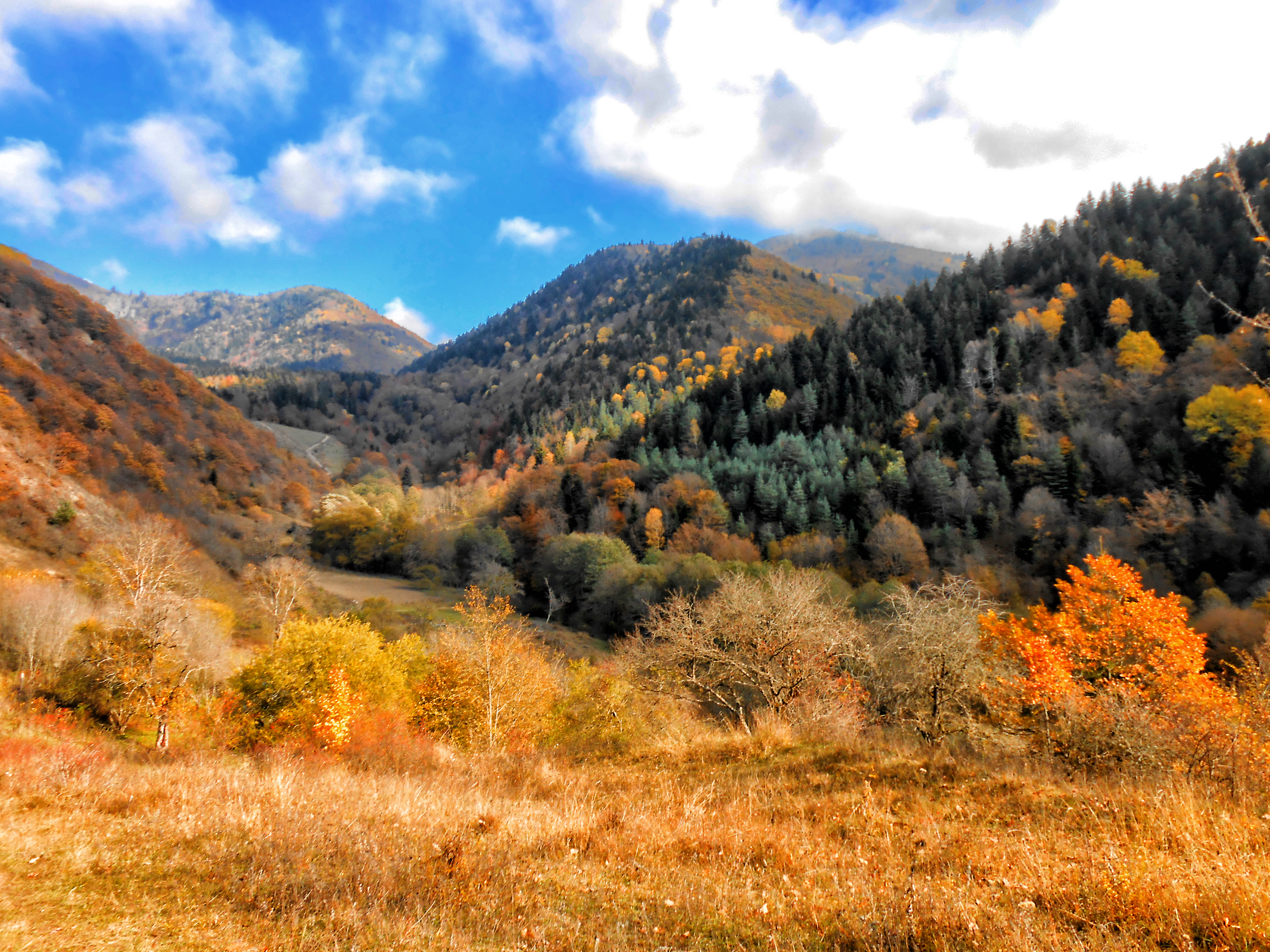
Триалетский хребет

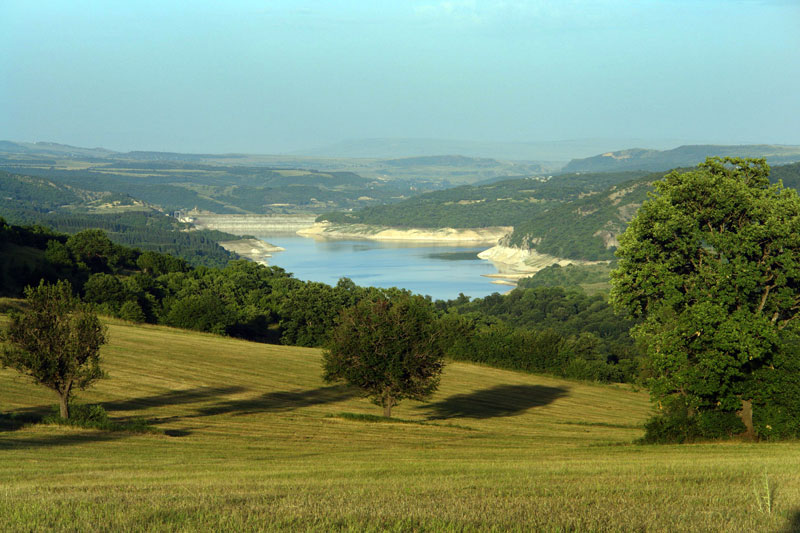
Озеро Алгети

Алгетский национальный парк находится в историческом регионе Квемо-Картли, в Тетрицкаройском муниципалитете Грузии. Администрация парка расположена в посёлке городского типа Манглиси. Окружающие территории представляют собой типичные агроландшафты Грузии, среди которых преобладают пастбища; достаточно хорошо развита сеть дорог. 84 % заповедной территории покрыта лесом (5055 га), а также в национальном парке есть луга (800 га) и небольшие водоёмы (25 га).
Рельеф охранной зоны очень пересечённый, здесь горы и холмы повсеместно разграничены оврагами и речными долинами. Почти 65 % заповедных лесов растут на склонах с уклоном 21−35°, немного менее 35 % — на склонах с уклоном 11−21°, и совсем незначительные площади лесов (по 1 %) приходятся на ровные участки или обрывистые скалы. Территории Алгетского национального парка лежат на южных склонах восточной части Триалетского хребта на высотах от 1100 до 1950 м. Длина этого горного хребта достигает 150 км, ширина колеблется в пределах 25−40 км. Горные складки, пересечены сбросами, образуют веерообразную систему. Водораздельный гребень хребта имеет вершины до 2800 м высотой. Среди них особенно выделяются две: Биртвиси вблизи восточной границы парка и Клдекари на северо-западной границе. Обе горы скалистые и увенчанные крепостными средневековыми сооружениями. Последняя является его высшей точкой (2000 м).
Гидрологическая сеть Алгетского национального парка развита хорошо. По его территории много источников, воды которых собираются в небольшие горные реки. Этим потокам присущи значительные колебания уровня воды в зависимости от времени года и количества осадков. Главной водной артерией в пределах охранной зоны выступает река Алгети, которая впитывает в себя притоки Диди Намтвриани, Сакавре, Тагарджина, Чинчриани. Обычно Алгети мелкая, но в пору таяния снега и летних паводков становится бурной, причём в этот период в верховьях она полноводнее, чем в низовьях.

## Геология и почвы

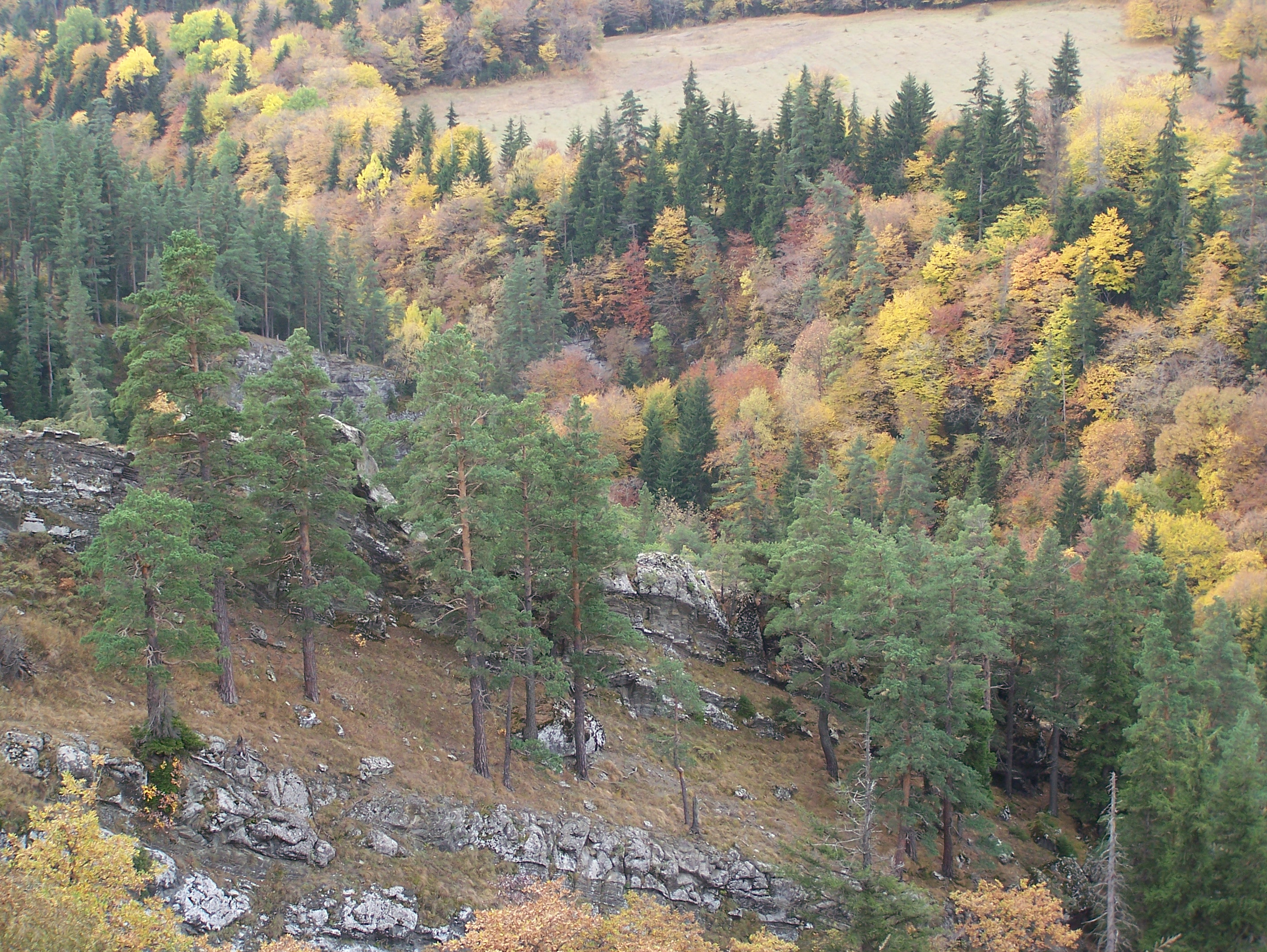
Склон с обнажениями горных пород

Триалетский хребет составлен осадочными и магматическими породами, химический состав которых способствует развитию ксерофитной (засухоустойчивой) растительности. Почвы Алгетского национального парка представлены разнообразными по механическому составу и мощностью бурозёмами. На участках, поросших смешанными лесами, они часто оподзолены, а на крутых склонах — смыты и с обнажениями горных пород. В предгорьях встречаются бурые лесные почвы, которые постепенно переходят в коричневые луговые и серо-коричневые степные почвы.

## Флора

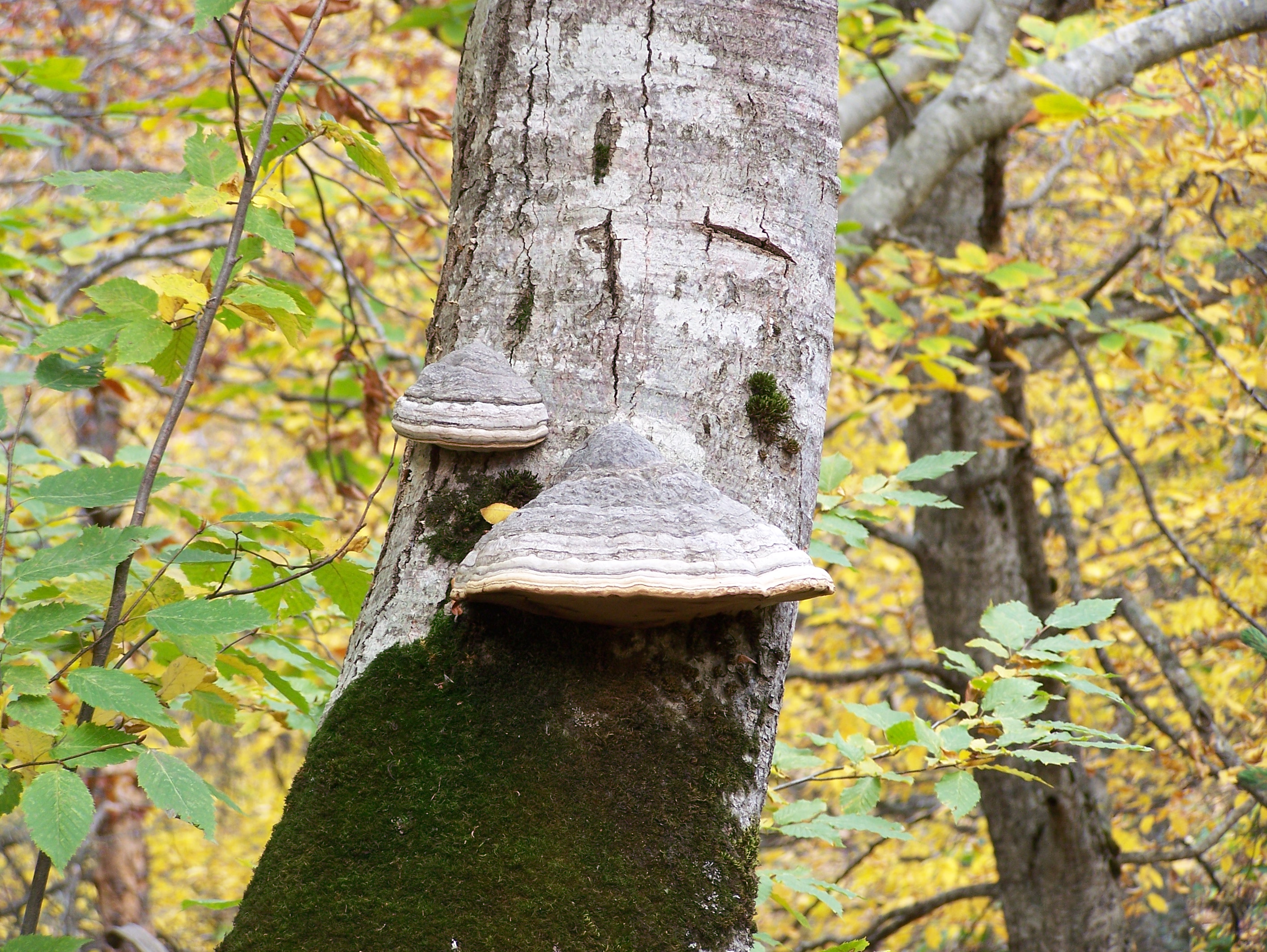
Трутовики на стволе

Алгетское ущелье отличается значительным видовым разнообразием растений. В пределах национального парка описано 250 видов грибов и 1664 вида растений, включая трёх эндемиков. Территории охранной зоны ботаники называют «флористическим узлом», поскольку на них проживают представители кавказской, гирканской, иранской, переднеазиатской, колхидской и иберийской флоры. Основными типами леса в Алгетском национальном парке являются буковые леса (2250 га), ельники (1442 га), дубравы (1380 га), сосняки (250 га), грабовые леса (120 га), ясенники (9 га) и березники (5 га).
Буковые леса, несмотря на свою распространённость, не являются первоначальным лесным фитоценозом Алгетского парка. Они образовались в основном на месте вырубленных еловых и пихтовых лесов на высотах 1100—1800 м над уровнем моря. Несмотря на естественность такого изменения, бук восточный находится в парке не в лучших условиях, поскольку местный климат для него несколько сухой. Именно поэтому буковые леса растут преимущественно на северных и западных склонах, а на южных и восточных их вытесняют другие лиственные породы. В зависимости от типа букового леса примесями к основной породе в нём могут выступать различные клёны, граб, липа, ель, а из кустарников — калина гордовина, смородина альпийская, смородина Биберштейна, чубушник кавказский. Травяной покров очень отличается как по проективному покрытию, так и по видовому составу. В мертвопокровных буковых лесах почва на 80-90 % покрыта опавшими листьями, в негустых древостоях 40-70 % площади заняты травами. На влажных и мощных почвах в затенённых ущельях развиваются папоротниковые буковые леса. На освещённых участках их меняют овсяничные буковые леса, в которых кроме овсяницы горной в травяном покрове встречаются кислица обыкновенная, подлесник обыкновенный, подмаренник душистый, первоцвет крупночашечный, фиалка душистая, щитовник мужской. В вейниковых буковых лесах в травяном покрове господствуют злаки (вейник тростниковидный, овсяница горная, мятлик обыкновенный), а из разнотравья встречаются герань Роберта, земляника лесная. В высокотравных буковых лесах травяной покров самый густой, но его формируют в основном не злаки, а крупнолистные растения: Gadellia lactiflora, белокопытник гибридный, щитовник мужской.

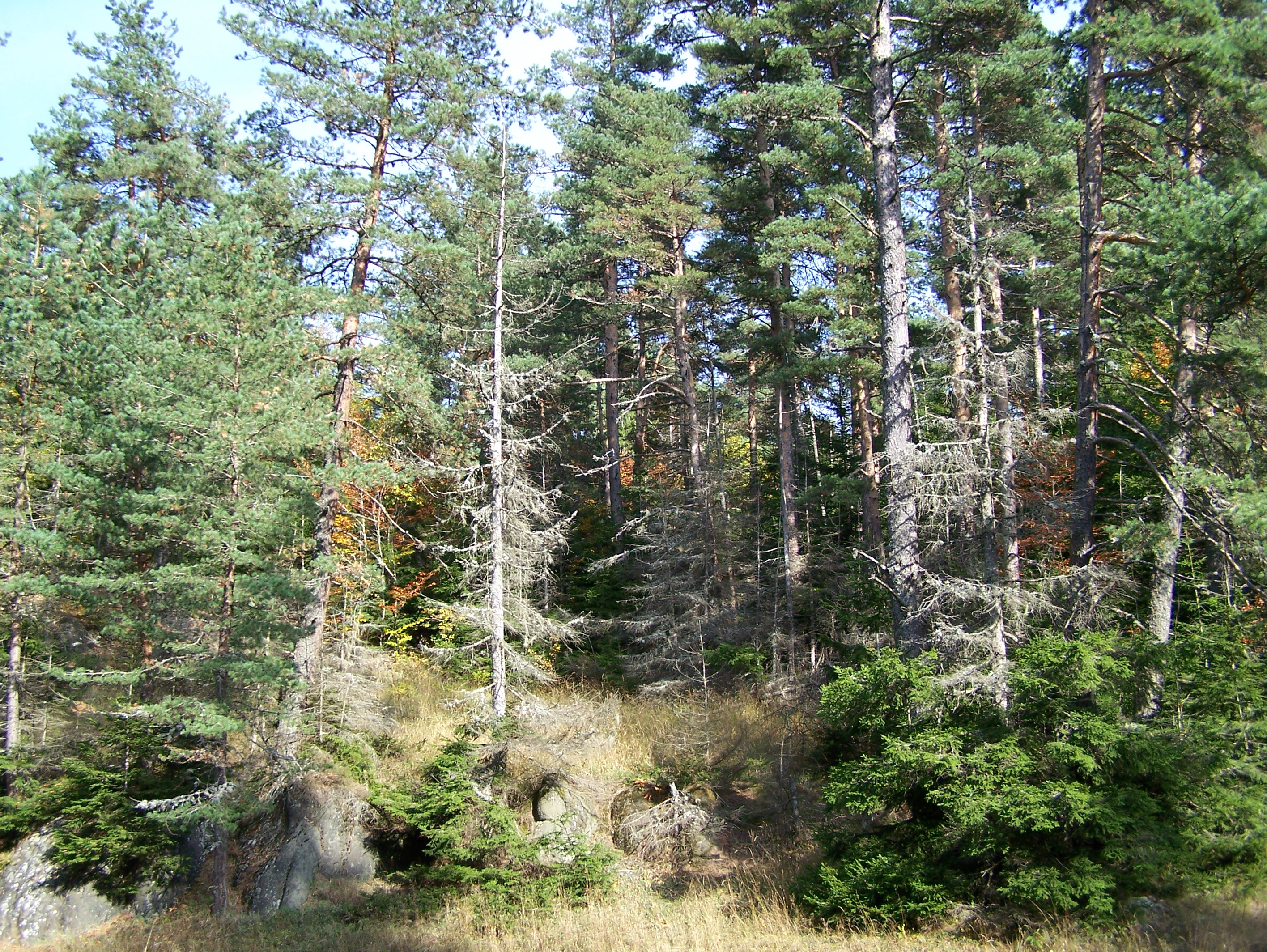
Старый ельник

На высотах 1100—1400 м растут ельники. Ранее это был основной тип леса на территории современного национального парка, однако в результате вырубки чистые еловые леса сохранились лишь фрагментарно. Выделяют пять основных типов ельников. В осоковых ельниках примесями в верхнем ярусе леса выступают дуб грузинский и бук, а подлеска в них совсем нет. В травяном покрове господствуют осоки низкая, степная с щедрой примесью мха (до 30 %), колокольчиков рапунцелевидных, земляники лесной, мятлика обыкновенного. Овсяничные ельники развиты на суглинках и отличаются разнообразием деревьев и кустарников. Кроме ели, в них встречаются бук, сосна, осина, берёза, а в подлеске — бересклет, ежевика и пр. В травяном покрове здесь также до 30 % составляют мхи, однако среди высших растений преобладает овсяница горная. Близким к этому типу является ельник-зеленомошник, с той разницей, что в нём ветви деревьев сомкнуты плотнее, а из других древесных пород встречаются лишь единичные буки. Там, где плотность еловых насаждений самая высокая, образуются мертвопокровные ельники. В них из-за сильной тени подлесок и травяной покров вообще отсутствуют. К своеобразному типу ельников следует отнести насаждения с примесью пихты. Они очень небольшие по площади и сосредоточены на таких участках парка, как Таштия, Тхинвала, Угудети.
Отдельно следует рассмотреть смешанные елово-буковые леса. Это вторичные фитоценозы, которые образовались на месте вырубленных чистых еловых лесов. Сейчас они в Алгетском национальном парке очень распространены. С флористическим составом такие леса приближены к овсяничным ельникам. В первом ярусе таких лесов растут ели и буки с примесью граба, груши кавказской, клёнов, ясеня, в подлеске многочисленными являются боярышник, орешник, шиповник. В травяном покрове основным растением является овсяница горная, незначительными примесями к ней выступают золотарник обыкновенный, кислица обыкновенная, коротконожка лесная, подмаренник душистый, первоцвет крупночашечный, фиалка душистая.
Дубравы Алгетского национального парка образованы дубами грузинским и крупнопыльниковым. Дубравы из грузинского дуба бывают двух типов: дерново-грабовые, которые растут в высотном диапазоне 1100—1300 м, и мятликовые, развитые на маломощных почвах на высоте 1250—1400 м. Дерново-грабовым дубравам присущ второй древесный ярус, образованный кизилом обыкновенным и грабом восточным. Покров в этих лесах образован коротконожкой лесной с примесью Lathyrus roseus, мятлика лесного, ежи сборной, душицы обыкновенной, земляники лесной. В травяном покрове мятликовых дубрав господствуют мятлик лесной, ежа сборная, различные виды клевера, душица обыкновенная, осока горная. На высотах 1400—1750 м растут леса из дуба крупнопыльникового, причём нередко они приобретают вид редколесий. Дубравы такого типа являются мятликовыми. В них хорошо выражен кустарниковый подлесок, где пышно растут бересклет, рябина, жимолость, калина, лещина. В травяном покрове таких дубрав преобладают мятлик лесной, чина шершавая, ежа сборная, душица обыкновенная, наперстянка ржавая, земляника лесная, а на верхней границе распространения доминирует вейник тростниковидный.

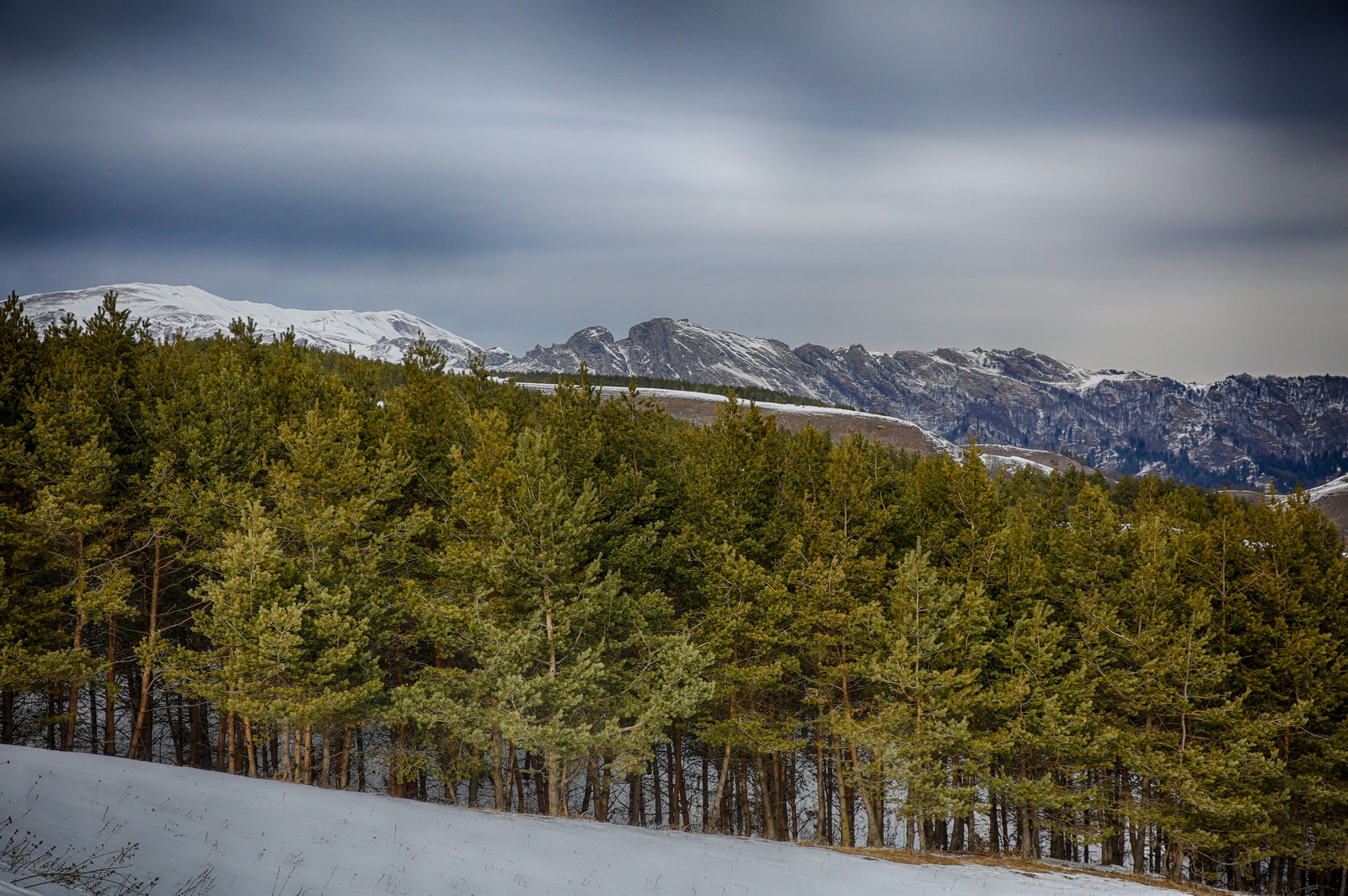
Молодой сосняк

Сосняки Алгетского национального парка относятся в основном к злаковым, только на небольших по площади участках в их подлеске преобладает боярышник. Показательно, что сосняки — едва ли не единственный тип леса, в котором происходит естественное возобновление ели, семена которой попадают сюда из соседних насаждений, в то время как в самих ельниках лучше восстанавливаются лиственные породы деревьев.

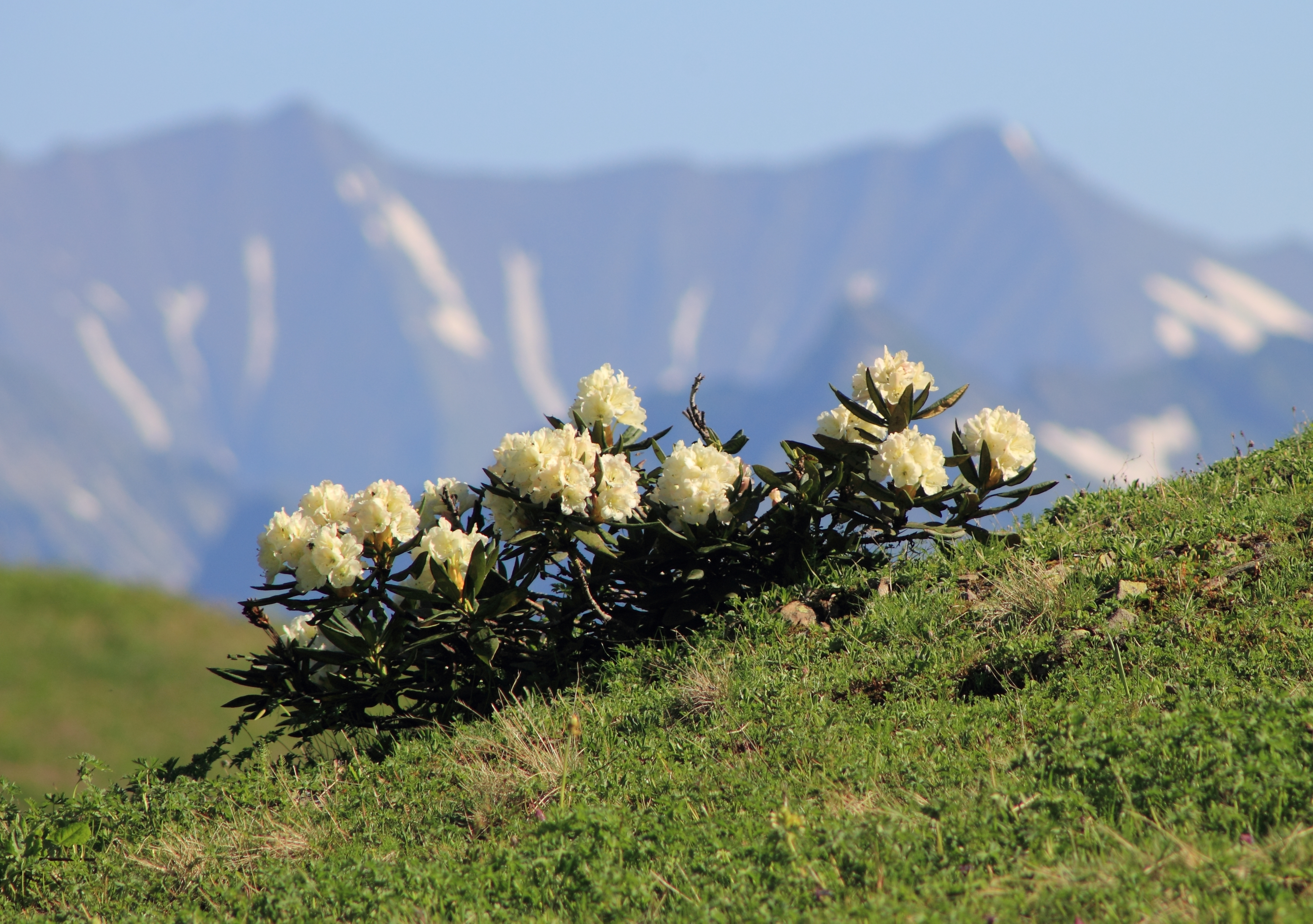
Рододендрон кавказский

Разнообразны по флористическому составу луга парка, хотя их общая площадь невелика. Настоящих альпийских и субальпийских лугов в охранной зоне нет, имеющиеся участки луговой растительности образовались на месте бывших вырубок, где по определённым причинам не восстановился древостой. Больше луговых полян можно найти в насаждениях дуба крупнопыльникового. Около 144 га занимают здесь злаковые луга, образованные Bromopsis biebersteinii, Bothriochloa ischaemum, овсяницей горной, полевицей, тимофеевкой, мятликом. В тех же биоценотических условиях существуют луга с господством Agrostis planifolia, тимофеевки горной и степной, овсяницы горной, полевицы обыкновенной и нескольких видов осок (53 га). В промежутках между лесами, образованными дубом грузинским и елями, развиваются клеверно-мятликовые луга (45 га), а среди смешанных елово-буковых насаждений — клеверно-полевичные (106 га) и полевичные (23 га) луга. Редким типом лугов является папоротниковый с примесью ежевики (1 га), найденный между дубравой и ельником на высоте 1500—1700 м.
Кроме фитоценозов Алгетского национального парка, научную ценность представляют и отдельные виды растений — редких, исчезающих, реликтовых, эндемичных и тому подобное. Например, из реликтов третичного периода в парке растут бук восточный, падубы обыкновенный и колхидский, рододендрон жёлтый, чубушник кавказский, черешня, пихта кавказская и др. Среди растений, занесённых в Красную книгу Грузии, здесь распространены астрагал кавказский, вязы шершавый и граболистный, дуб крупнопыльниковый, лещина древовидная, облепиха крушиновидная. В окрестностях Клдекари есть небольшие заросли рододендрона кавказского, который в парке находится на восточной границе своего ареала.

## Фауна
Малая площадь и, особенно, сильная пересечённость территорий парка сельскохозяйственными угодьями не способствуют заселению его крупными животными, поэтому их охрана не входит в число главных задач Алгетского национального парка. По описаниям географа XVIII века Вахушти Багратиони в прошлом Алгетское ущелье славилось не только лесистостью, но и дичью. Например, царь Вахтанг VI во время только одной охоты добыл в нём 180 кавказских оленей. В современной фауне Алгетского национального парка не осталось следов упоминавшегося богатства. Из видов, занесённых в Красную книгу Грузии, здесь наиболее ценными являются медведь бурый, тетерев кавказский, могильник, носатая гадюка.

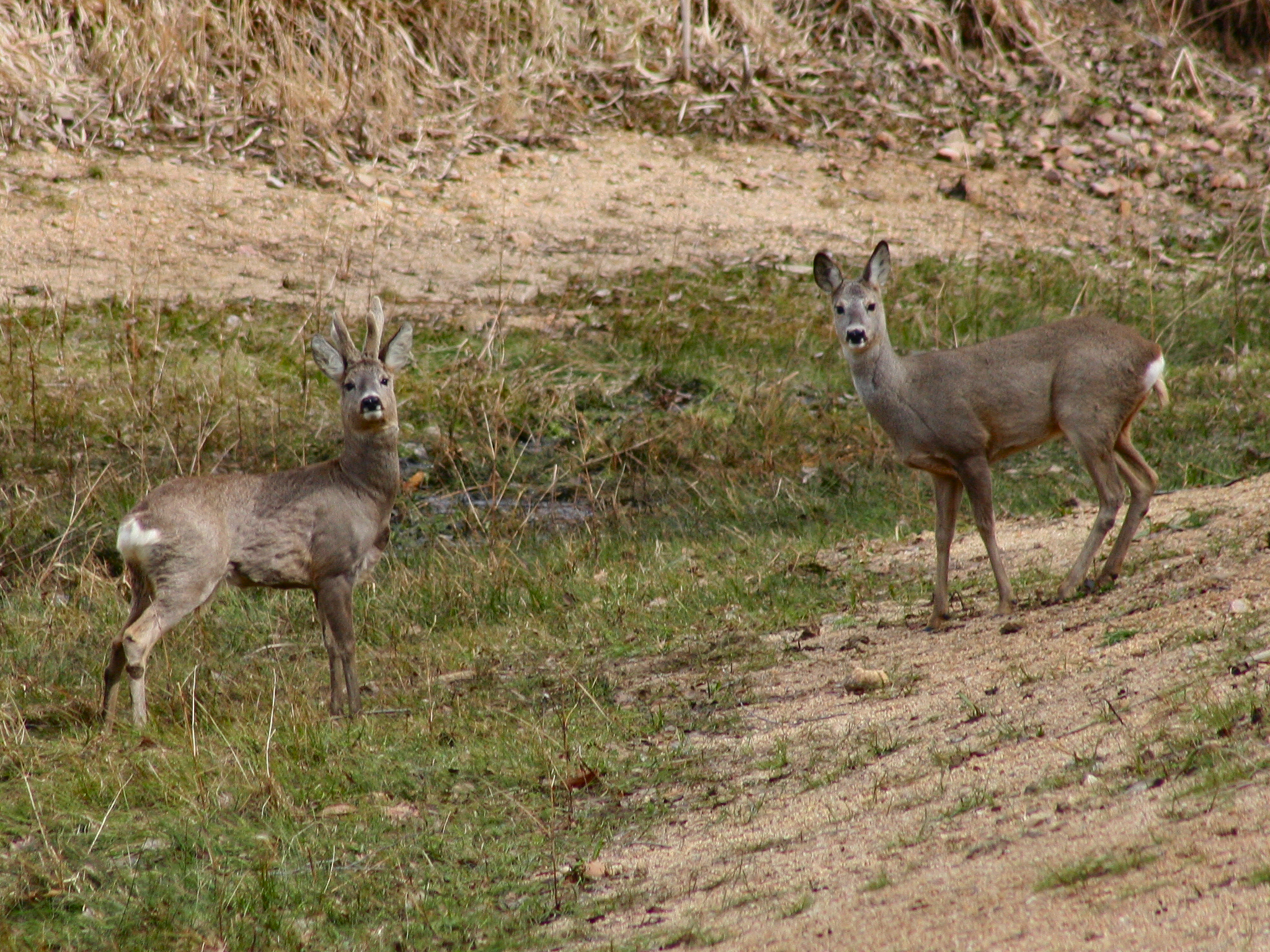
Косули — обычные копытные Алгетского парка

Среди млекопитающих привычными и многочисленными в долине Алгети являются мелкие обитатели лесов: обыкновенная белка, соня-полчок, ласка и тому подобное. Кроме них, на лугах обычны зайцы-русаки. Хищники менее заметны. Среди них нередки куница лесная, лиса (закавказского подвида), кот лесной, барсук, значительно менее многочисленны бо́льшие по размеру волк и медведь бурый. В истории национального парка отмечено несколько случаев встреч с рысями. Копытные животные Алгетского национального парка довольно разнообразны, но также немногочисленны. Единственный постоянный копытный житель парка — серна, поголовье которой составляет около 50 особей. С северо-западных лесов сюда регулярно заходят на кормление кабаны. Бывшие хозяева Алгетского ущелья олени теперь лишь изредка встречаются в окрестностях охранной зоны. Также в парке зарегистрированы единичные встречи с горными козлами, но из-за отсутствия здесь присущих им биотопов их следует считать случайными.
Неполный перечень пернатых Алгетского национального парка включает 80 видов. Подавляющее большинство из них составляют лесные воробьинообразные птицы: деряба, желна, желтоголовый королёк, поползень черноголовый, сойка, чернолобый сорокопут, клёст-еловик, а из крупных замечены тетерева кавказские. К открытым биотопам приурочены скалистая ласточка, удод, сизоворонка, пёстрый каменный дрозд. На заповедных реках встречаются оляпки. Из хищных птиц в лесах обитают мелкие совки, а также два вида ястребов — большой и малый. Другие хищники — канюк обыкновенный, луговой лунь, могильник — предпочитают охоту на открытых пространствах, причём орёл-могильник залетает на территорию парка очень редко.

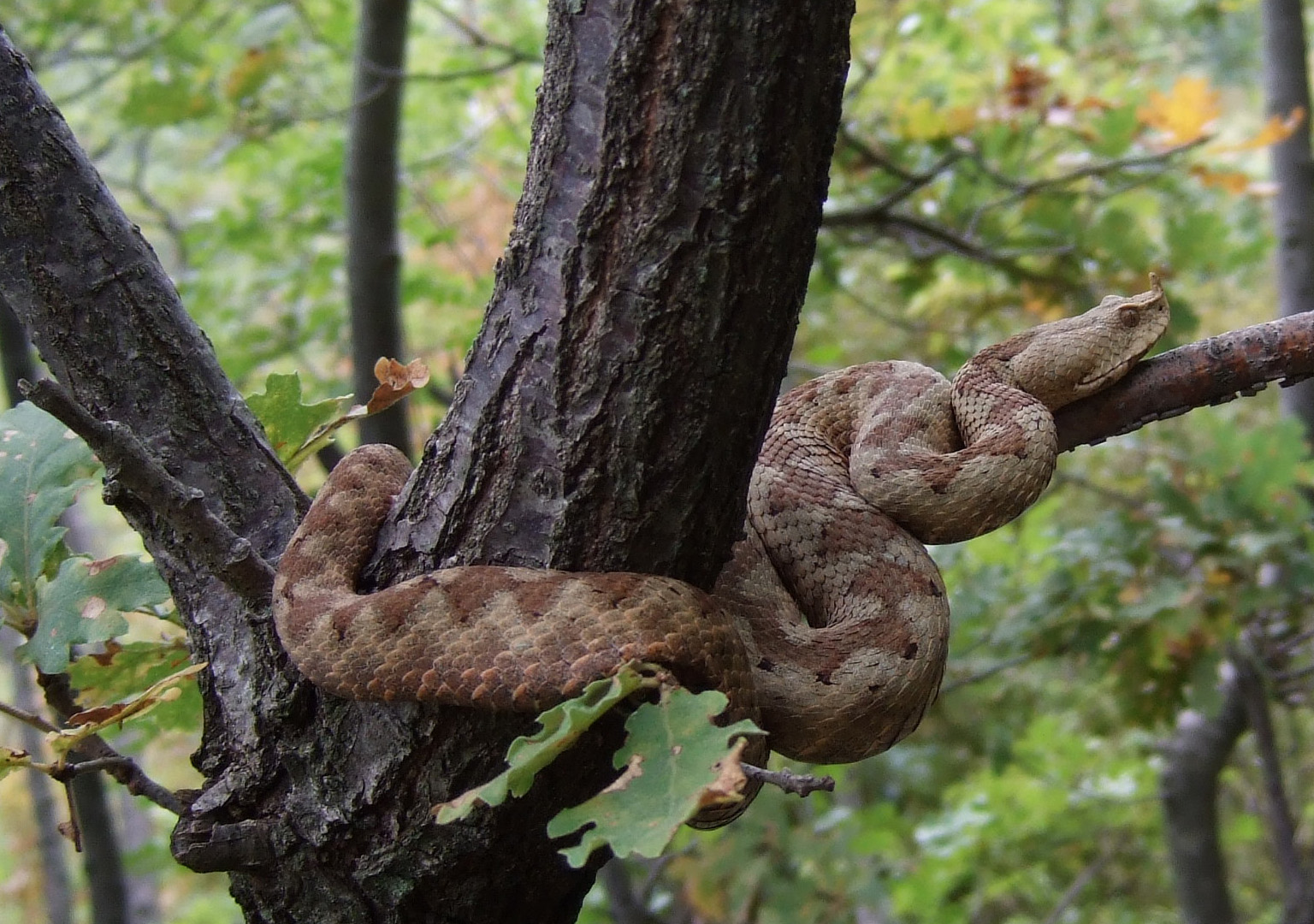
Носатая гадюка

В Алгетском национальном парке много пресмыкающихся. Привычными видами среди них следует считать агаму кавказскую, ломкую веретеницу, ужей обыкновенного и водяного, медянку, ящериц артвинскую, Даля, куринскую, прыткую. Редким представителем герпетофауны является закавказский полоз. Предполагают, что здесь могут жить гадюки носатая и степная, которых изредка видят в окрестностях парка. Охрана гадюки носатой особенно важна, поскольку она занесена в Красную книгу Грузии и Красный список Международного союза охраны природы. Земноводных, учитывая незначительную площадь заповедных водоёмов, в парке мало, в частности, здесь найдены лягушки малоазиатская и озёрная и жаба зелёная. Также незначительно и видовое разнообразие рыб, хотя они нередки в Алгети и её притоках. В ихтиофауне парка только два зарегистрированных вида — Barbus lacerta и кумжа.

## Состояние экосистем

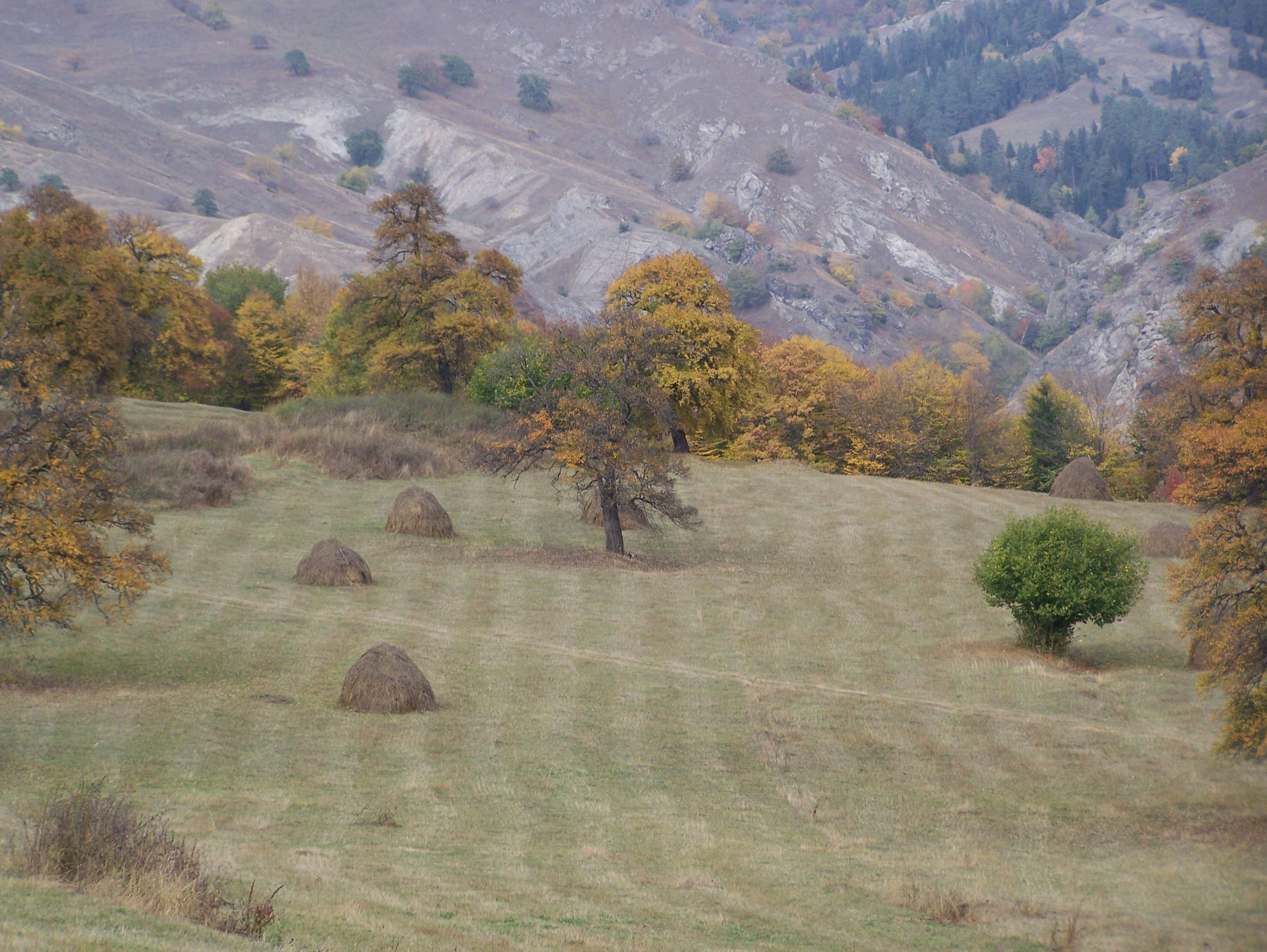
Сенокосы в окрестностях Алгетского национального парка

Алгетский национальный парк создан в местности, издавна населённой человеком. Остатки фортификационных сооружений в его окрестностях свидетельствуют, что активная деятельность здесь велась по меньшей мере с эпохи Средневековья. В течение многих веков здесь пасли скот, охотились и вырубали деревья для хозяйственных нужд. Как следствие, на небольших участках парка почти уничтожены природные массивы дуба грузинского, а другие типы лесов в значительной мере являются вторичными (например, современные буковые леса сформировались на месте бывших массивов ели и пихты). В 1970—1980-х годах в тогдашнем Алгетском заповеднике произошло увеличение численности елового лубоида, который повредил более половины ельников. Около ⅓ этих лесов засохло и подверглось санитарной вырубке, в частности, с 1974 по 1984 год уничтожили 60 392 поражённых дерева. Для обсуждения этой проблемы было созвано специальное заседание грузинского правительства, на котором утвердили план спасения алгетских лесов. В ходе его реализации применили средства химической и биологической борьбы: обработали стволы тысячи елей защитным веществом и расселили в лесах 200 000 жуков больших ризофагов — единственных хищников, способных уничтожить лубоида. В XXI веке состояние всех заповедных лесов хорошее, особенно полно здесь представлены массивы дуба крупнопыльникового.

## Научная деятельность
Первые описания окрестностей Алгети принадлежат перу известного грузинского географа Вахушти Багратиони, они датированы XVIII веком. Научные исследования начались со второй половины XIX века. Главным образом они имели ботаническое направление. Первым из известных натуралистов территории современного Алгетского национального парка посетил Густав Радде. В 1900-х годах здесь работали ботаники Александр Фомин и Яков Медведев. К середине XX века исследования проводили Александр Гроссгейм и Дмитрий Сосновский. Их работы были посвящены алгетинской флоре в целом, то есть имели общий характер. С 1970-х годов начаты научно-практические исследования, посвящённые борьбе с еловым лубоидом. В эти годы в Алгетинском заповеднике создана биолаборатория по разведению большого ризофага. Исследование различных систематических групп животных на территории парка проводили неупорядоченно и неполно. Летопись природы по сокращённой программе ведётся с 1971 года.

## Туристическая инфраструктура

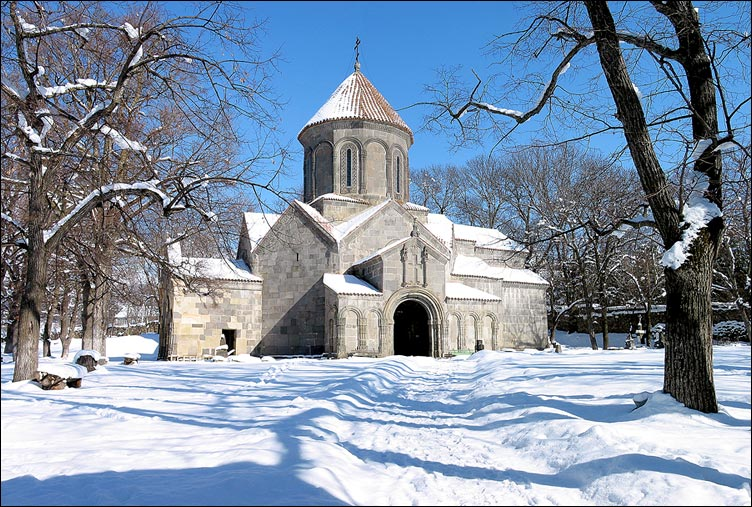
Манглисский собор находится недалеко от входа в парк

Окрестности Алгетского национального парка богаты археологическими памятниками, большинство из которых датируют энеолитом и бронзовой эпохой. Туристические объекты обычно представляют собой разрушенные крепости и храмы, хотя среди них и несколько действующих церквей. Наиболее известными из них являются Святогеоргиевская церковь, церковь Святой Марии, церковь Пресвятой Троицы, Манглисский собор IV века. На южных склонах Триалетского хребта сохранились древние пути, которые местные жители называют «дорогами царицы Тамары». Одна из них ведёт к горе Клдекари, которая представляет собой естественную крепость. В IX веке на ней возвели укреплённый замок. Ещё одно сооружение такого типа находится на труднодоступной вершине Биртвиси. Биртвисскую крепость датируют XI веком. Исторический интерес представляет гора Дидгори, расположенная на северо-восточной границе национального парка. У этой вершины в XII веке состоялась решающая битва между грузинским и турецким войском, которая стала победной для грузин. В память об освобождении от сельджуков здесь создан Дидгорский мемориал.
В Алгетском национальном парке посетителям предлагают такие виды отдыха, как пешие экскурсии, специальные археологические туры и конные прогулки, причём воспользоваться ими можно в любое время года, хотя зимой передвижение на отдельных участках маршрутов затруднено из-за высокого снежного покрова. Туристическая инфраструктура включает в себя зону для пикников с комплексом вспомогательных сооружений, расположенную неподалёку от здания администрации. В административном здании можно получить справочную информацию. Комплекс рассчитан в основном на однодневные визиты, поэтому собственного отеля парк не имеет.